# Polevský vrch
Polevský vrch je kopec s nadmořskou výškou 627 metrů u vesnice Polevsko v severní části okresu Česká Lípa a v severovýchodním výběžku Českého středohoří.

## Popis
Polevský vrch náleží ke katastru Polevsko 725269 (okres Česká Lípa). Je to obdobně jako všechny hory a kopce v okolí vrch znělcový. Je protáhlý, s plochým travnatým hřebenem, odkud jsou výhledy do dalekého okolí. Na svazích obrácených k obci jsou dva lyžařské vleky a slalomový svah. Pod nimi jsou parkovací místa. Na svazích Polevského vrchu jsou udržovány SKI Polevsko běžecké tratě. V údolí východně pod vrcholem je vedena přes Polevsko trasa značená žlutě ze Svoru do Kytlice.